# アントニオ古賀
アントニオ古賀（アントニオ こが、1941年2月26日 - ）は、日本人ギタリスト、歌手、編曲家である
また、東京国際大学人間社会学部客員教授でもある。
ギター演奏や、ピアノ、ギター寄贈などの活動を通してキューバとの親善交流を精力的に行っている。

## 来歴
1941年2月26日、東京都出身。本名は伊東 貞行（いとう さだゆき）。
1949年に日比谷公会堂で催された「古賀政男ショー」に母親と観劇した。
ショーの1部と2部の幕間に日本でセゴビア奏法をマスターした唯一のギタリストといわれる阿部保夫が出演した。阿部の弾いたギターソロ「荒城の月」を聞いて母親に「ギターをやりたい」と懇願する。
当時通っていた小学校の担任に母親が相談し、当時開いていた阿部のギター教室を探し当て
阿部に弟子入りし、クラシックギターを学ぶ。
当初は芸能界に興味はなかったが、ラジオの「永遠に答えず」のバックミュージックを阿部と二人で演奏したり、アニメーション映画「猿飛佐助」のギターパートも阿部と担当したりしてプロの仕事もしていた。阿部がある時、古賀政男に「うちにうまい子がいるんです」と自慢したことがきっかけで古賀の前でもギターを弾いたことがあり面識はあったとのこと。
1956年、当時借金の連帯保証人となり、返済に苦心していた母親をみかねた古賀が「俺が何とかするから」と言うと「何とかするってあんたに何ができるんだい」と返され、ある放送局で催された素人のど自慢に「グラナダ」の弾き語りで総合優勝したこともあり、芸能界に入れば金になるだろうと考えて「俺、芸術家ではなくて芸人になるよ」と芸能界入りする旨を母親に伝えた。ギターの師の阿部に相談したが、阿部には「このままギタリストとして大成してほしい」と芸能界入りを反対される。そこで母親が、当時営んでいた店を畳んで息子に賭ける決心を語ると阿部も折れるしかなく、「そこまでおっしゃるのなら最高の先生を紹介しましょう。」と阿部から古賀政男を改めて紹介される。
貞行少年と母親と阿部で古賀政男を訪ね、阿部が一緒に入門を懇願してくれたが「やめなさい、芸能界はそんな甘いものじゃない。表向きは華やかだが、まずデビューするまでが大変。デビューしてもいい曲ができるまでが大変。いい曲ができてもそれがヒットするかがまた大変。ヒットしたからってすぐに家が建つとか、車が買えるとかってそんな生易しいものではないんですよ」と古賀に言われた。まごついていると、古賀政男がさかんに芸能界は足の引っ張り合いだから根性が必要と盛んに根性と発言することに引っ掛かり、貞行少年は「先生、僕は根性だけは人一倍あります。」と返したところ「じゃあ、うちで根性磨いてみるか？」と弟子入りを許され、歌唱法を学ぶ。
芸名は古賀政男が名付けたものである。古賀政男がアルゼンチンを訪問した際にギターの弾き方を直接指導してくれたギタリストのアントニオ・シノポリの「アントニオ」と、古賀政男自らの「古賀」を足して、「アントニオ古賀」とした（デビュー当時のレコード上では、全てカタカナで「アントニオ・コガ」と表記されていた）。幅広いジャンルの歌・ギターをこなしたその才能を古賀政男に認められて、1959年に日本コロムビアと専属契約を結び、同年6月に日本相互ホールにてデビューリサイタル（関係者のみの非公式開催）を開いた。同年10月にLPアルバム『フラメンコ・スタイル 古賀メロディ』でギタリスト、歌手デビューを果たした。
1960年、当時の歌手の憧れのステージの一つでもあった日本劇場（通称日劇）で行われた「ラテン・フェティバル」（2月）に出演した。またこの年から翌年まで同じ古賀政男門下生であるレキント・ギターの名手、鶴岡雅義とコンビを組んで活動している。その翌年の1961年、サンケイホールで行われた「さよならトリオ・ロス・パンチョス」公演（1月）に特別出演した際に、トリオ・ロス・パンチョスのメンバーから「その名はフジヤマ」をプレゼントされる。
アントニオ古賀は当時のレコード制作担当に、「これはいい曲だから」と訴え、自身のセカンドシングル盤として同年4月に発売し、歌手として代表ヒット曲となる。
同年2月には再び日劇で第2回の「ラテン・フェスティバル」に出演した。同年3月に発売したアルバム『ラテン・ギター・ムード』は、同年のコロムビアLPヒット賞を受賞、このアルバムをきっかけにギタリストとしても高評価を得た。また、同年の春公開の新東宝映画『東京湾の突風野郎』に出演し、主題歌・挿入歌も担当した。
1963年11月、日比谷公会堂で行われた初のリサイタルでは、この会場では異例の長蛇の列となり、話題となった。1964年、NHK『歌のグランド・ショー』の司会を務め、茶の間の人気者となる。
1965年、高橋英樹主演の日活映画『拳銃野郎』に出演し、主題歌「キラー・ジョー」を唄う。ギターソロアルバム『荒城の月』がコロムビアゴールデンディスク賞を受賞し、翌1966年、ギター演奏のアルバムがコロムビアLPヒット賞を受賞。第17回NHK紅白歌合戦に歌手として初出場を果たし、『その名はフジヤマ』を歌った。
1968年、音楽の勉強のため世界を旅行して廻った。同年12月1日に日比谷公会堂でその成果を2回目のリサイタルで発表し、その精彩溢れるステージは激賞された。
1971年、「コーヒールンバ」に医薬品の商品名を羅列した歌詞を乗せた（替え歌）コミックソング「クスリ・ルンバ」（シングル）がヒットし、「その名はフジヤマ」と並んで歌手としての代表作となっている。1982年にその続編として「クスリ・ルンバ PartII」を発売。こちらは前編とは登場する医薬品名が若干異なるほか、2番以後は日本酒の銘柄、麻雀用語の羅列となっている。
1976年、アントニオ古賀ギター歌謡学院開校。また、同年2月2日放送の「徹子の部屋」第1回放送にて、ゲストの森繁久彌の歌う知床旅情のバック演奏を担当した。当時34歳。
1978年、NHK教育テレビ『ギターをひこう』の講師を務めた（番組は視聴者に好評で、79年と83年にも再度講師を担当している）。
1979年、東京・厚生年金ホールにて芸能生活20周年記念リサイタル「オーレ! アントニオ!!」を開催した。5年後の1984年11月、NHKホールにて芸能生活25周年記念リサイタルを開き、1989年には新高輪プリンスホテル「飛天の間」にて芸能生活30周年記念パーティー開催。
1994年、芸能生活35周年コンサート「アントニオ・古賀35th ～古賀政男生誕90年によせて～」をNHKホールにて開催。
長年に亘るラテン音楽を基にしての活躍ぶりや、キューバとの国際交流における多大な貢献により、キューバ政府から文化功労賞を受け、2000年にはカストロ議長と会談もしている。
2008年4月からラジオ関西『〜アントニオ・古賀の元気配達便〜縁歌の王道』のレギュラーを持つ。同年12月1日、東京・港区東麻布のキューバ大使館で、キューバとの友好親善に貢献した者に対する最高の勲章「連帯大勲章」を日本の民間人として初めて授与された。
2009年には芸能生活50周年を迎え、5月21日にキューバ大使館でライヴを行った。6月にデビュー50周年記念本『音霊（おとだま） —古賀メロディとともに』が出版された。また、同じ6月から、全国100ヵ所のコンサートツアーを行った。
2010年より東京国際大学人間社会学部客員教授に就任。
2017年にプロテスタント信徒となっており、キリスト教系団体が主催する音楽イベントへの出演も見られる。

## 家族
父は清元、母は小唄をやっていた。父はアントニオが2歳の時にミャンマーで戦死した。ミュージカル俳優の泉拓真、歌手でドッグハイドロセラピストの“J”アントニオは息子である。
2003年に30歳年下の女性と再婚、翌2004年8月に男児をもうけている。

## 出演番組
- 歌のグランド・ショー（NHK総合）
- ギターをひこう（NHK教育）
- 歌をあなたに（NTV）
- 回転クイズ（関西テレビ）
- オールスター家族対抗歌合戦（フジテレビ）
- アントニオ古賀　ギター道場（KBS）
- 天才・たけしの元気が出るテレビ!!（日本テレビ）

## 楽曲

### シングル
- 1959年11月　故郷のないつばめさん/ギターよ泣かせないで（※美空ひばりの歌唱シングル　ギター伴奏でクレジットあり）SA-272
- 1960年8月　未練は捨てようぜ/青い流れ星　SA-435
- 1961年4月5日　その名はフジヤマ/ロ・ドゥード　SA-597
- 11月　酒がのみたい/サラリーマン人生　SA-752
- 1962年7月　イッチョライ節/チョイト一杯 SA-937

（※神楽坂まん丸のシングル盤　B面のチョイト一杯のみデュエット参加）
- 1963年8月　ただ一度の恋/さらばローマ　SAS-75
- 1964年2月　あの日が遠く歩いてく/すばらしいふるさと　SAS-196
- 5月　君ありてこそ/望郷の琵琶歌　SAS-246
- 6月　フラメンコかっぽれ/あゝ舟がくし

（森繫久彌歌唱シングル　A面フラメンコかっぽれのギター伴奏）SAS-263
- 7月　あの空の中にこの愛を/恋の灯り　SAS-282
- 9月　バガボンド・アントニオ/我が心の歌　SAS-330
- 11月　朝が泣いている/私は波を愛します　SAS-367
- 1965年2月　亜矢子/想い出のギター　SAS-428
- 4月　昭和音頭/ドレミファ音頭（北原謙二、谷由美子、金井克子）B面のドレミファ音頭のみ参加
- ワン・レイニー・ナイト・イン・トウキョウ/いるかに乗った少年　JPS-4
- 7月　ギターの子守唄/恋人時代　SAS-523
- キエン・セラ/チャ・チャ・チャ　フラメンコ(金井克子がデュエット参加)　JPS-10
- 9月　夜霧のしのび逢い（B面は同曲のギターソロ）JPS-19
- 1966年2月　太陽のかけら/恋心　JPS-35
- 4月　幸せをつかもうよ/雨にぬれたサヨナラ　JPS-39

　　　　6月　アイ・ラヴ札幌/愛の終わりに　JPS-48
　　　　
```
       7月　ソンブレロは風まかせ/ひとりぼっちの愛情　JPS-52
```

- 1967年1月　想い出の京都/今夜　何をしましょう　SAS-833

　　　　5月　雨のシルビア/面影の浮かぶ街　SAS-892
　　　　
```
       8月　南から来た恋/ヘイ！セニョリータ　SAS-933
```

- 1968年1月　知床の灯/四月の或る日　SAS-1020

　　　　3月　世界平和音頭（都はるみ）/若者は青空　SAS-1046
　　　　
```
       8月　石の薔薇/ハレハレ・ポンク　P-30
```

- 1969年5月　エル・ポロンポンペロ/ディライラ　P-61

　　　　6月　新妻鏡/目ン無い千鳥（大川栄策）　SAS-1295
- 1970年1月　愛のきずあと/星空のシェイク　P-82

　　　 12月　いつか君にも/暗い日曜日　P-107
- 1971年3月25日　クスリ・ルンバ/さすらいのギター　P-120

　　　　6月　船頭小唄/フラメンコかっぽれ（森繁久彌シングル）D-15
　　　　
```
        7月　ビバ！サンシャイン！！/ほんとにきれいな小さな浜辺　P-132
```

```
       10月　風は知っている/チャ・チャ・チャ お茶メンコ　P-141
```

```
       12月　十円チョーダイ！/愛のことばで　P-151
```

- 1972年4月　リンゴ村から/君・僕・愛　P-166

　　　　10月　青春が花ならば/ギターに寄せて　P-189
- 1973年5月　世界平和音頭（都はるみ）/若者は青空　SAS-2048※1968年3月の再発盤

　　　　11月　その名はフジヤマ/ハイサイおじさん　P-315
※歌手記念15周年記念シングル
- 1974年5月　酒は涙か溜息か/古いワイン　P-343

※歌手記念15周年記念シングル
　　　　11月　お願いだから～ANGUSTIA～/DO＝CHIRAKE　P-385
- 1975年9月　限りない愛をあなたに/なんだ坂こんな坂　P-424
- 1978年9月　ゼロ戦故郷を飛ぶ/ゼロ戦実況録音　AK-149
- 1981年3月　わが人生のハーフウェイ/愛のきずあと（新録音）AH-30
- 1982年7月　クスリ・ルンバPartⅡ/その名はフジヤマ　AH-233
- 1984年9月1日　二人のワルツ/いくじなし　AH-499

※歌手記念25周年記念シングル

### CDS
- 1991年11月21日 クスリ・ルンバ/バルセロナの疾風 CODA-8955

※TBS系TV「病気バラエティー　カルテ七転八倒」エンディングテーマ　
- 1998年4月21日 古城の四季/きものつれづれ　CODA-1482
- 1999年5月29日 一つ星/わが人生のハーフウェイ CODA-1747

※歌手生活40周年記念シングル
- 2004年10月20日 まっててネ/チャ・チャ・チャお茶メンコ（歌：堺すすむ）/人生再び（歌：小林大）COCA-15696

※「まっててネ」は同年誕生した息子に向けアントニオ本人が作詞したもの。
※音楽生活45周年記念シングル
- 2014年8月20日　こんなベッピン見たことない/二人は若い COCA-16907 :※メイリー・ムーとのデュエットシングル

## LP
- 1959年
- 10月　フラメンコスタイル　古賀メロディ　AL-174
- 1960年
- 7月　アントニオ・コガ　ラテンを歌う　AL-219
- 1961年
- 3月　アントニオ・コガ　ラテン・ギター・ムード　AL-258/ALS-103（ステレオ盤）
- 8月 アントニオ・コガ　ラテン・ギター・ムード(第2集)　AL-290/ALS-113(ステレオ盤)
- 10月 アントニオ・コガ　ラテンを歌う（第2集）AL-306
- 11月　アントニオ・コガ　ラテン・ギター・ムード(第3集)　AL-318/ALS-122(ステレオ盤)
- 1962年
- 10月　アントニオ・コガ　民謡集-ラテンに歌う- AL-395/ALS-156(ステレオ盤)
- 12月　アントニオ・コガ　ギターのしらべ ALS-5006
- 1963年
- 2月　アントニオ・コガ　ラテン・ギター・ムード(第4集) AL-422/ALS-179(ステレオ盤)
- 3月　アントニオ・コガ　ギターのしらべ(第2集) ALS-5012
- 4月　ギターと唄とアントニオ ALS-187
- 5月 アントニオ・コガ　ラテン・ギター・ムード(3枚組)AL-4112-4
- 8月 アントニオ・コガ　ラテン・ギター・ムード(第5集)ALS-201
- 11月 アントニオ・コガ　民謡のしらべ ALS-219
- 1964年
- 1月 アントニオ・コガ　ギター・ムード　畠山みどり集 ALS-227
- 2月 アントニオ・コガ　ギター・ムード(第2集) 舟木一夫集 ALS-230
- 4月 アントニオ・コガ　日本民謡のしらべ-ギター・ムード-第2集　ALS-4025
- 6月　アントニオ＝ツルオカ　ラテン・ギター JPS-5005
- 8月 哀愁のギタームード　船村徹作品集 ALS-4045
- 10月 アントニオ＝ツルオカ　ラテン・ギター(第2集) JPS-5012
- 12月 アントニオ・コガ　ギター・ムード(第3集) 美空ひばり集 ALS-4063
- 12月 アントニオ・コガ　ギター・ムード(第4集) 村田英雄集 ALS-4064
- 1965年
- 1月 アントニオ＝ツルオカ　ラテン・ギター(第3集) JPS-5019
- 4月 アントニオ・コガ　ギター・ムード(第5集) 北原謙二集 ALS-4077
- 8月 アントニオ・コガ　スクリーン・ムード（第1集）JPS-5047
- 10月 荒城の月 アントニオ・コガ ギター・ソロ・アルバム ALS-4116
- 11月 死ぬほど愛して アントニオ・コガ ギター・ソロ・アルバム JPS-5064
- 1966年
- 1月 哀愁のギタームード(第2集) 竹岡信幸作品集 ALS-4138
- 4月 歌のグランドショー　アントニオ古賀・金井克子 JPS-5081

＜A&K=アントニオ古賀&金井克子・A=アントニオ古賀・K=金井克子＞
```
 A面：キエンセラ(A&K)・太陽のかけら(A)・その名はフジヤマ(A)・ワン・レイニー・ナイト・イン・トウキョウ(A)・夜霧のしのび逢い(A)・恋心(A)
 B面：ノーチェ デ・東京(K)・踊るクンビア娘(K)・アデュー東京(K)・見つめないで(K)・チャ・チャ・チャ フラメンコ(A&K)
```

- 5月 アントニオ古賀 スクリーン・ムード（第2集) JPS-5083
- 6月 ポップス・デラックス・シリーズ＜ギター＞ JDX-3
- 6月 ギターとサックス <<歌謡ヒット・パレード>> ALS-4160

※A面はアントニオ古賀のギター/B面は与田輝雄・河村利夫によるサックス
- 8月 日本抒情曲集　-アントニオ古賀とともに- ALS-4179
- 10月 アントニオ古賀 ギターのしらべ ALS-4195

※ALS-5006の再発盤
- 10月 アントニオ古賀 ギターのしらべ（第2集）ALS-4196

※ALS-5012の再発盤
- 11月 アントニオ古賀 ロマンティック・ギター JPS-5095
- 1967年
- 3月 アントニオ古賀 世界の旅 JPS-5107
- 6月 影を慕いて アントニオ古賀 ギター・ソロ・アルバム（第2集）ALS-4235
- 9月 ポップス・デラックス・シリーズ＜ラテン・ギター＞ JDX-6
- 9月 宵待草 アントニオ古賀 ギター・ソロ・アルバム（第3集）ALS-4257
- 10月 アントニオ古賀 ロマンティック・ギター（第2集） JPS-5128
- 1968年
- 1月 旅愁 アントニオ古賀 ギター・ソロ・アルバム（第4集）ALS-4299
- 3月 アントニオ古賀 ロマンティック・ギター（第3集）JPS-5140
- 9月 恋のときめき アントニオ古賀 ギター・ソロ・アルバム（第5集）ALS-4360
- 11月 ゴールデン・ヒット・ギター・ムード（2枚組）ALW-7/8

※アントニオ古賀/木村好夫/ロス・ガートスによるギター演奏を収録
- 12月 デラックス アントニオ古賀 ギター・ソロ・アルバム ALS-5075

※1-5集までの中から選曲されたアルバム
- 1969年
- 6月 デラックス アントニオ古賀 ギターのしらべ ALS-5093

※ラテン・ギター・ムード（1-4集）の中からの選曲
- 8月 アントニオ古賀 愛を歌う -亜矢子- ALS-4424
- 9月 アントニオ古賀 ギターのしらべ（第3集）-古賀メロディ- ALS-4435
- 9月 アントニオ古賀 魅惑のスクリーン・ギター（2枚組）JPW-17/18
- 10月 アントニオ古賀 ギター魅力のすべて（2枚組）ALW-32/33
- 1970年
- 2月 アントニオ古賀/鶴岡雅義　ラテン・ギターのすべて（2枚組）ALW-23/24

※アントニオ＝ツルオカ　ラテン・ギター（1-3集）の中からの選曲
- 7月 アントニオ古賀　魅惑のスクリーン・ギター・ムード JPS-5206
- 12月 盛り場ギター　ALS-4547
- 1971年
- 8月 ビバ！サンシャイン！！アントニオ古賀の魅力 ALS-4592
- 8月 ザ・ベスト20 特選 ラテン・ミュージック ALS-7012

※アントニオ＝ツルオカ　ラテン・ギター（1-3集）の中からの選曲
- 8月 ザ・ベスト20 特選 ギター・ムード ALS-7015

※ロマンティックギター/スクリーンムード等の中からの選曲
- 1972年
- 6月  ふるさと/アントニオ古賀 ギターアルバム ALS-4636
- 7月  アントニオ古賀 ファミリー・コンサート ALS-4640
- 11月 アントニオ古賀　ギターのしらべ(2枚組) ADX-367/8

※ラテン・ギター・ムード/影を慕いて（ALS-4235)
/日本抒情曲集(ALS-4179)/ふるさと（ALS-4636）等からの選曲
- 1973年
- 4月 アントニオ古賀　クラシック・ギター・コンサート JDX-98
- 7月 アントニオ古賀 ギター特選集/人妻椿 ALS-5241

※ラテン・ギター・ムード（1-4集）/哀愁のギター・ムード(第2集) 竹岡信幸作品集(ALS-4138)より選曲
- 7月 アントニオ古賀 ギター特選集/影を慕いて ALS-5242

※影を慕いて（ALS-4235)からのリニューアル盤
- 1974年
- 3月 アントニオ古賀 想い出の青春ソング 8WK-1225

※8トラックカセットのみの発売の全20曲収録の新吹込歌唱アルバム
- 8月 ゴールデン・デラックス アントニオ古賀 ギターのすべて KM-7015-7016

※ラテン・ギター・ムード（1-4集）の中からの選曲
- 1975年
- 3月 決定盤 名演ベスト15 アントニオ古賀 魅惑のギター/不滅の古賀メロディ KZ-7017

※ギターのしらべ第３集（ALS-4435)/影を慕いて（ALS-4235)から選曲
- 3月 決定盤 名演ベスト15 アントニオ古賀 魅惑のギター/ホーム・ミュージュック・アルバム KZ-7018

※荒城の月（ALS-4116）/ファミリー・コンサート(ALS-4640)/ふるさと(ALS-4636)等からの選曲 
- 1978年
- 9月 弾詩（ひくうたう）アントニオ古賀 弾き語りの真髄 AX-7174

※芸能生活20周年記念アルバム/同タイトルの楽譜集も同時発売
- 1979年
- 8月　オーレ！アントニオ！！ PX-7084

※芸能生活20周年記念アルバム
- 11月　アントニオ古賀　ギター名曲アルバム CPY-3029

※カセットテープでの発売/同タイトルの楽譜集も同時発売
- 1982年
- 5月 クスリ・ルンバPartⅡ アントニオ古賀 ベスト CTY-1134

※カセットテープによるベストアルバム
- 1983年
- 5月 ラ・ギターラ・カルローザ アントニオ古賀 KX-7012

## LP（その他）
- 1963年
- 1月 うるわしのギター・ムード（第2集）AL-417/ALS-175(ステレオ)

※以降の古賀政男とコガ・ギター・ロマンティカの作品に参加
メンバーの入れ替わりが激しく、詳細のクレジットがない為、参加不参加が不明なものが多数である。
- 1977年
- 5月 夢の饗宴　コガ・ゴールデン・ギター・トリオ　古賀メロディ（1） KZ-7071
- 6月 夢の饗宴　コガ・ゴールデン・ギター・トリオ　古賀メロディ(2) KZ-7074
- 7月 夢の饗宴　コガ・ゴールデン・ギター・トリオ　古賀メロディ(3) KZ-7075

※コガ・ゴールデン・ギター・トリオは古賀政男/山本丈晴/アントニオ古賀の3人で結成されたギター・トリオ

## CD
- 1989年10月21日　アントニオ古賀　歌の世界　CA-4225

※デビュー30周年記念盤
- 1989年10月21日　アントニオ古賀　ギターの世界　CA-4226

※デビュー30周年記念盤
- 1993年9月21日 名演1500 ギター/ラテンをうたう COCS-11037

※アントニオ＝ツルオカ　ラテン・ギター（1集/2集）の中から12曲収録
- 1994年10月21日 アントニオ古賀 ギターソロ 古賀メロディアルバム COCS-12018
- 1995年11月21日 アントニオ古賀/クロード・チアリ 古賀メロディ COCS-13027
- 1998年5月21日 古賀メロセレクション 想い出のあの歌この歌 COCS-15125
- 1999年6月19日 芸能生活40周年記念アルバム ギターが歌う美空ひばり COCW-30469
- 1999年6月19日 芸能生活40周年記念アルバム 懐かしき愛の歌 COCW-30470
- 2000年 ビックスターシリーズ 心にのこる愛唱歌　古賀メロディ- VOL.1 (ギター・アントニオ古賀) NT-241(NT-10241)

※カセットテープで発売されたが、詳細な月日は不明。
- 2003年8月25日 通販限定 アントニオ・古賀 魅惑のギター（CD6枚組）
- 2004年8月31日 ギターで旅する色彩の国日本（DVD付）（※書籍扱いとなっている）
- 2004年5月　アントニオ古賀　ギター名演集（通販限定）FXCL-41544(GES-12952)
- 2006年2月1日 オムニバス ギタームード歌謡全集（CD5枚組）（※2枚目のみに参加、発売レーベルはキングレコード）
- 2008年7月9日 ギターで旅する日本（DVD）AK-0001（※2004年発売『ギターで旅する色彩の国日本』のリニューアル版）
- 2008年9月10日 通販限定 オムニバス 激熱 ラテン歌謡 オーレ!（CD5枚組）
- 2009年5月20日 Nat's Melody —アントニオ・古賀の世界— COCP-35576 ※デビュー50周年記念盤
- 2009年6月19日 通販限定 アントニオ・古賀 ギター大全集 ～ギターとともに歩んだ50年の軌跡 since 1959～（CD8枚組）
- 2009年11月30日 アントニオ・古賀　歌手デビュー50周年記念　歌のパンドラ GES-14255 ※50周年パーティー来場者に配布された限定アルバム
- 2013年2月20日 スター☆デラックス アントニオ古賀 魅力のすべて COCP-37836
- 2013年12月18日 名演☆デラックス 演歌ギターの真髄 木村好夫/山本丈晴/アントニオ古賀/斉藤功 COCW-38354
- 2015年11月11日　アントニオ古賀　ギターの魅力 COCN-40048
- 2016年4月1日 アントニオ古賀　ギターが奏でるにっぽんのメロディー100選 GES-32601～32605 ※通販限定5枚組
- 2017年12月6日　アントニオ古賀　華麗なギター COCN-50048

※2015年発売のギターの魅力(COCN-40048)と同内容のもの。
- 2022年8月26日　アントニオ古賀　名曲特選集（2枚組）GES-15975/15976

※映像と音の友社より発売。

### ヒット曲
- その名はフジヤマ（作詞：みナみカズみ（安井かずみ） 作曲：C・ナバーロ）
- ソンブレロは風まかせ（作詞：南葉二 作曲：古賀政男）
- クスリルンバ（作詞：不詳 作曲：ペローニ）

### 映画・テレビ 主題歌
- 『東京湾の突風野郎』　1961年　新東宝　船山三吉役

主題歌「未練は捨てようぜ」（作詞：石本美由起　作曲：古賀政男）
挿入歌「青い流れ星」（作詞：石本美由起　作曲：古賀政男）
- 『禁断』1962年　大映　ビンボー・ダナオの歌う主題歌のギター伴奏
- 『俺が裁くんだ』　1962年　日活　ギターリスト役
- 『拳銃野郎』　1965年　日活　歌手役

主題歌「キラー・ジョー」
- 『大悪党作戦』　1966年　松竹　次郎役
- 愛の劇場『新妻鏡』　1969年　主題歌を担当

主題歌「新妻鏡」（作詞：佐藤惣之助  作曲：古賀政男）

## NHK紅白歌合戦出場歴
| 1966年（昭和41年）/第17回                                                                                                  | その名はフジヤマ | 九重佑三子 |
| - このほか、応援ゲストや他の歌手のギター伴奏などで何度か出演している。（第15回では坂本九の歌唱時にギター演奏をしていた。） |                  |            |

## 賞詞
- 文化功労賞
- 連帯大勲章

共にキューバ政府からの授与

## 著書
- 『泣いたらチンチン切っちゃうぞ』 いんなあとりっぷ社、1991年。ISBN 4266000286
- 『まじめふまじめ人間大集合』 1999年。
- 『ギターソロのための古賀メロディー作品集』 CD・タブ譜付き（楽譜） 現代ギター社、2010年（改訂新版）。ISBN 4874714854
- 『音霊（おとだま）—古賀メロディとともに』 講談社、2009年。ISBN 4062155532